# 1718

## Родени
- 16 май – Мария Гаетана Анези, италианска математичка
- 3 ноември – Джон Монтагю, британски политик

## Починали
- 30 юли – Уилям Пен,
- 30 ноември – Карл XII, шведски крал